# Acalanthis (mythologie)
Acalanthis was een dochter van Piërus, koning van Emathia. Zij was een van de negen Piërides, negen zusters die de strijd aangingen met de Muzen. Ze werden overwonnen en in vogels veranderd.

## Referentie
- art. Acalanthis, in F. Lübker - trad. ed. J.D. Van Hoëvell, Classisch Woordenboek van Kunsten en Wetenschappen, Rotterdam, 1857, p. 3.